# 이경민 (음악가)
이경민(1981년 11월 13일 ~ )은 서울특별시에서 태어난 대한민국의 전통음악 연주가이다. 1남2녀 중 막내로 태어났다. 안양예고를 졸업하고, 한양대학교 및 동대학원을 졸업했다. 2009년 들소리에 입단해 현재 월드비트 비나리 공연에서 타악과 춤으로 참여하고 있다.

## 음악 활동
- 2012년 서울 종로 월드비트비나리 전용관 상설공연중
- 2011년 벨기에, 이태리, 브라질, 코스타리카, 일본, 국립극장, 용극장 외 다수 공연
- 2010년 과테말라, 파나마, 베네수엘라, 남산국악당, 국립극장 등 다수 공연